# Temporada 1984-85 de los Golden State Warriors
La temporada 1984-85 fue la trigésimo novena de los Warriors en la NBA, la vigésimo tercera en el Área de la Bahía de San Francisco, a donde llegaron procedentes de Filadelfia, y la decimocuarta en la ciudad de Oakland con la denominación de Golden State Warriors. La temporada regular acabó con 22 victorias y 60 derrotas, acabando en la duodécima y última posición de la Conferencia Oeste, no logrando clasificarse para los playoffs.

## Elecciones en elDraft
| Ronda | Puesto | Jugador       | Posición  | Nacionalidad   | Universidad       |
| ----- | ------ | ------------- | --------- | -------------- | ----------------- |
| 2     | 30     | Steve Burtt   | Base      | Estados Unidos | Iona              |
| 2     | 31     | Jay Murphy    | Ala-Pívot | Estados Unidos | Boston College    |
| 2     | 35     | Othell Wilson | Base      | Estados Unidos | Virginia          |
| 2     | 45     | Gary Plummer  | Ala-Pívot | Estados Unidos | Boston University |

## Temporada regular
| División Pacífico        | División Pacífico | División Pacífico | División Pacífico | División Pacífico | División Pacífico | División Pacífico | División Pacífico | División Pacífico |
| Equipo                   | G                 | P                 | %                 | PD                | Casa              | Fuera             | Div               |                   |
| ------------------------ | ----------------- | ----------------- | ----------------- | ----------------- | ----------------- | ----------------- | ----------------- | ----------------- |
| y-Los Angeles Lakers     | 62                | 20                | .756              | –                 | 36–5              | 26–15             | 18–12             |                   |
| x-Portland Trail Blazers | 42                | 40                | .512              | 20                | 33–8              | 15–26             | 17–13             |                   |
| x-Phoenix Suns           | 36                | 46                | .439              | 26                | 32–9              | 10–31             | 14–16             |                   |
| Seattle SuperSonics      | 31                | 51                | .378              | 31                | 31–10             | 10–31             | 16–14             |                   |
| Los Angeles Clippers     | 31                | 51                | .378              | 31                | 27–14             | 10–31             | 13–17             |                   |
| Golden State Warriors    | 22                | 60                | .268              | 40                | 25–16             | 5–36              | 12–18             |                   |

## Estadísticas
| Rk | Jugador          | Edad | P  | PT | MP   | TC   | TCI  | %TC  | T3  | T3I | %T3  | TL  | TLI | %TL  | RO  | RD  | RT   | AS  | RB  | TAP | BP  | FP  | PTS  |
| -- | ---------------- | ---- | -- | -- | ---- | ---- | ---- | ---- | --- | --- | ---- | --- | --- | ---- | --- | --- | ---- | --- | --- | --- | --- | --- | ---- |
| 1  | Purvis Short     | 27   | 78 | 77 | 39.5 | 10.5 | 22.8 | .460 | 0.6 | 1.9 | .313 | 6.4 | 7.9 | .817 | 2.0 | 3.1 | 5.1  | 3.0 | 1.5 | 0.3 | 3.1 | 3.3 | 28.0 |
| 2  | Sleepy Floyd     | 24   | 82 | 82 | 35.0 | 7.4  | 16.7 | .445 | 0.5 | 1.7 | .294 | 4.1 | 5.1 | .810 | 0.8 | 1.7 | 2.5  | 5.0 | 1.6 | 0.5 | 3.1 | 2.8 | 19.5 |
| 3  | Jerome Whitehead | 28   | 79 | 78 | 32.1 | 5.3  | 10.4 | .510 | 0.0 | 0.0 |      | 2.3 | 3.0 | .783 | 2.8 | 5.1 | 7.9  | 0.7 | 0.6 | 0.5 | 1.8 | 4.1 | 13.0 |
| 4  | Larry Smith      | 27   | 80 | 78 | 31.2 | 4.6  | 8.6  | .530 | 0.0 | 0.0 |      | 1.9 | 3.2 | .605 | 5.1 | 5.8 | 10.9 | 1.2 | 1.0 | 0.7 | 2.0 | 3.6 | 11.1 |
| 5  | Lester Conner    | 25   | 79 | 49 | 28.6 | 3.1  | 6.9  | .451 | 0.1 | 0.3 | .200 | 1.8 | 2.4 | .750 | 1.1 | 2.0 | 3.1  | 4.7 | 2.0 | 0.2 | 1.7 | 1.7 | 8.1  |
| 6  | Mickey Johnson   | 32   | 66 | 9  | 23.7 | 4.6  | 10.8 | .426 | 0.1 | 0.5 | .233 | 3.9 | 4.8 | .823 | 2.3 | 3.7 | 6.0  | 2.3 | 1.1 | 0.5 | 2.2 | 3.3 | 13.3 |
| 7  | Terry Teagle     | 24   | 19 | 3  | 18.1 | 3.8  | 7.1  | .541 | 0.1 | 0.2 | .500 | 1.3 | 1.8 | .714 | 1.2 | 1.1 | 2.3  | 0.7 | 0.7 | 0.3 | 0.7 | 1.8 | 9.1  |
| 8  | Othell Wilson    | 23   | 74 | 23 | 17.0 | 1.8  | 3.9  | .460 | 0.0 | 0.2 | .188 | 0.7 | 1.0 | .711 | 0.5 | 1.3 | 1.8  | 2.9 | 1.0 | 0.2 | 1.3 | 1.6 | 4.4  |
| 9  | Chuck Aleksinas  | 25   | 74 | 4  | 15.1 | 2.2  | 4.6  | .478 | 0.0 | 0.0 | .000 | 0.7 | 1.0 | .733 | 1.2 | 2.5 | 3.6  | 0.5 | 0.2 | 0.2 | 1.0 | 2.3 | 5.1  |
| 10 | Mike Bratz       | 29   | 56 | 6  | 13.3 | 1.9  | 4.5  | .424 | 0.1 | 0.5 | .231 | 1.2 | 1.5 | .841 | 0.2 | 0.8 | 1.0  | 2.2 | 0.8 | 0.1 | 1.0 | 1.4 | 5.1  |
| 11 | Gary Plummer     | 22   | 66 | 0  | 10.6 | 1.4  | 3.5  | .397 | 0.0 | 0.1 | .250 | 1.0 | 1.4 | .707 | 0.8 | 1.2 | 2.0  | 0.4 | 0.2 | 0.2 | 0.8 | 1.9 | 3.8  |
| 12 | Peter Thibeaux   | 23   | 51 | 1  | 9.0  | 1.8  | 3.8  | .482 | 0.0 | 0.0 | .000 | 0.8 | 1.3 | .642 | 0.6 | 0.8 | 1.4  | 0.3 | 0.2 | 0.3 | 0.7 | 1.7 | 4.5  |
| 13 | Steve Burtt      | 22   | 47 | 0  | 8.9  | 1.5  | 4.0  | .383 | 0.0 | 0.0 | .000 | 1.1 | 1.6 | .688 | 0.2 | 0.4 | 0.6  | 0.4 | 0.4 | 0.1 | 0.7 | 1.6 | 4.2  |